# Квадрофения
«Квадрофения» (англ. Quadrophenia) — британский кинофильм 1979 года, основанный на одноимённом альбоме группы "The Who" 1973 года. Однако, в отличие от «Томми», «Квадрофения» не является музыкальным фильмом.

## Сюжет
Действие картины происходит в 1965 году. Сюжет описывает жизнь двадцатилетнего лондонского мода Джима, беззаботно проводящего время с такими же друзьями. Он живёт у родителей и работает курьером в рекламной компании, помимо этого он часто тусуется со своими друзьями: Дэйвом, Чалки и Спайдером (в других переводах Паук). Однажды он встречает своего друга детства Кевина, который стал рокером.
Но однажды группировки модов, включая Джимми, отправляются в Брайтон, где участвуют в массовой стычке с рокерами. Потасовка заканчивается арестом Джимми и других участников драки. Однако главарь банды вносит залог за всех арестованных участников своей банды. Вернувшись домой, Джимми становится подвержен депрессии. Его мать выгоняет сына из дома, найдя в его комнате пакет таблеток амфетамина. Затем он увольняется со своей работы и тратит все свои деньги на психостимуляторы. Джим выясняет, что его девушка Стэф теперь встречается с его приятелем Дэйвом. В порыве ярости Джимми попадает под машину, отделавшись испугом, он ломает свой скутер. На оставшиеся деньги Джимми покупает билет на поезд до Брайтона. Он возвращается в те места, где была потасовка, и где они со Стэф были близки. Бродя по улицам, он внезапно обнаруживает своего предводителя Эйса Фэйса (англ. Ace Face) — в обычной жизни тот, оказывается, работает низкооплачиваемым посыльным в «Брайтон отель». 
Джимми, разочаровавшись в своём идоле, угоняет у Эйса скутер и уезжает на берег моря, где и разбивает его о скалы.

## В ролях
- Фил Дэниэлс — Джимми Купер
- Марк Уингетт — Дэйв
- Фил Дэвис — Чалки
- Лесли Эш — Стэф
- Гарри Купер
- Стинг — Эйс Фэйс
- Гэри Шэйл — Спайдер
- Кейт Уильямс
- Тревор Лэрд
- Рэй Уинстон — Кевин
- Тойа Уиллкокс
- Бенджамин Уитроу
- Тимоти Сполл

## Съёмочная группа
- Авторы сценария: Дэйв Хамфриз, Пит Таунсенд, Фрэнк Роддэм и Мартин Стеллман
- Режиссёр: Фрэнк Роддэм
- Продюсеры: Билл Кербишли, Рой Бэйрд и Пит Таунсенд, Кит Мун, Джон Энтвистл, Роджер Долтри
- Оператор: Брайан Туфано
- Музыка: группа The Who
  - Пит Таунсенд
  - Кит Мун
  - Джон Энтвистл
  - Роджер Долтри
- Художник: Саймон Холлэнд
- Монтаж: Майк Тэйлор

## Отзывы критики
Во время премьеры фильм получил главным образом негативные отзывы критиков. Тем не менее, актёр Фил Дэниелс заслужил похвалу других кинодеятелей и замечен продюсерами.
Фильм в настоящее время отмечен 100 % «свежими помидорами» на сайте Rotten Tomatoes, основанными только на трёх рецензиях, одна из которых дает ему «свежий» рейтинг, но до сих пор называет фильм «разочарованием». Восемь из 13 рецензий не дают фильму какого-либо определенного рейтинга.
В 2004 году журнал Total Film внёс «Квадрофения» в список величайших британских фильмов всех времен, поместив его на 35 место. На него ссылались как на оказавший значительное влияние на возрождение мод-культуры в области музыки и моды, обеспечивший плацдарм для начала карьер таких групп, как Secret Affair, The Chords и Lambrettas и одновременно повышая популярность The Jam, которые ранее считались панк-группой.